# سلفادور دوران
سلفادور دوران (بالإسبانية: Salvador Durán)‏ هو سائق سيارة سباق مكسيكي، ولد في 6 مايو 1985 في مدينة مكسيكو في المكسيك.

## وصلات خارجية
- سلفادور دوران على موقع Racing-Reference.info (الإنجليزية)
- سلفادور دوران على موقع DriverDB.com (الإنجليزية)